# أحمد الريان
أحمد توفيق عبد الفتاح الجبري وشهرته أحمد الريان (25 أبريل 1956 - 6 يونيو 2013) رجل أعمال مصري ومؤسس شركة الريان، اتهم في قضية توظيف أموال، عام 1989 وأفرج عنه في أغسطس 2010 بعد 21 سنة قضاها خلف القضبان 

## النشأة
بدأ الريان التجارة في المرحلة الابتدائية، حيث بدأ مع زميله الذي كان يتمتع بموهبة الرسم وإتقانه للخط العربي في صنع ميداليات من خشب أشجار معينة في أحد المحافظات، وبيعها للمحال، وفي عام 1967 كان يدهن الريان فوانيس السيارات باللون الأزرق مقابل عشرة قروش التي كان لها قدر كبير في هذا الوقت. وفي المرحلة الإعدادية تاجر الريان في المذكرات الدراسية وطباعتها، ثم تاجر في المواد الغذائية، حيث كان يورد البيض لمحلات السوبر ماركت 
درس الريان في كلية الطب البيطري وقبل تأسيس شركة الريان بثلاث سنوات كان يعمل في المبادلات المالية التجارية العالمية عن طريق المضاربة 

## وفاته
توفى الريان يوم 6 يونيو 2013 بعد صراع مع المرض. 

## المسلسل
تم عمل مسلسل الريان عن قصة حياة الريان قام ببطولته الممثل خالد صالح وعرض في رمضان 2011، ولكن قال الريان أن هذا المسلسل شوّه صورته أمام الرأي العام، لافتا إلى أن الشركة المنتجة لم تراع العقد الموقع بينهم وأدخلت على السيناريو مشاهد ووقائع بعيدة عن الواقع، مشددا على أن عرض المسلسل بهذه الصورة أساء لأسرة الريان ويعد تشويها للتاريخ.
توفي أحمد الريان في السادس من يونيو 2013.

## أشقاؤه
| رقم | الاسم                                        | ملاحظات                     | مؤدي الدور في المسلسل |
| --- | -------------------------------------------- | --------------------------- | --------------------- |
| 1   | فتحية توفيق عبد الفتاح الجبري (مديحة الريان) | أكبر أشقاء أحمد الريان      | صفاء جلال             |
| 2   | فتحي توفيق عبد الفتاح الجبري (فتحي الريان)   | الشقيق الأكبر لأحمد الريان  | باسم سمرة             |
| 3   | محمد توفيق عبد الفتاح الجبري (محمد الريان)   | الشقيق الأكبر لأحمد الريان  | أحمد صفوت             |
| 4   | أحمد توفيق عبد الفتاح الجبري (أحمد الريان)   | --                          | خالد صالح             |
| 5   | حسنية توفيق عبد الفتاح الجبري (حسنية الريان) | الشقيقة الصغرى لأحمد الريان | --                    |
| 6   | ممدوح توفيق عبد الفتاح الجبري (ممدوح الريان) | أصغر أشقاء أحمد الريان      | --                    |

## أنظر ايضا
- أشرف السعد

## وصلات خارجية
- القصة الكاملة لأحمد الريان.. الرجل الذي تحكم في المليارات وعندما دارت الأيام لم يجد 700 ألف جنيه ثمناً لحريته، اليوم السابع، 17 أغسطس 2010
- الإفراج عن رجل الأعمال أحمد الريان بعد أكثر من 20 عاما في السجن، مصرواي، 10 أغسطس 2010.